# Lepocinclis spirogyroides
Lepocinclis spirogyroides is een soort in de taxonomische indeling van de Euglenozoa. Deze micro-organismen zijn eencellig en meestal rond de 15-40 mm groot. Het organisme komt uit het geslacht Lepocinclis en behoort tot de familie Phacaceae. Lepocinclis spirogyroides werd in 2003 ontdekt door Marin & Melkonian.